# Black Bridge International
Black Bridge international un réseau décentralisé d'aide mutuelle anarchiste mis en place pour faciliter le partage de ressources et d'informations.
Comme d'autres organisations anarchistes, Black Bridge était une organisation non hiérarchique et n'avait pas de dirigeants. Contrairement aux fédérations anarchistes Black Bridge n'avait pas de plate-forme ou de membres formels.
Black Bridge avais des liens en Amérique du Nord, Amérique du Sud (y compris Bolivie et Brésil), et en Europe de l'Est (y compris en Bulgarie et en Lettonie).
Le réseau Black Bridge a été lancé par des anarchistes aux États-Unis et a été parfois qualifié de tendance anti-organisationnelle.
Le journaliste et documentariste anarchiste Brad Will a travaillé avec l'international en Amérique du Sud avant sa mort à Oaxaca de Juárez, au Mexique.